# 漂流幹線000
『漂流幹線000』（ひょうりゅうかんせんスリーゼロ、The Drifting Express 000）は、松本零士による日本の漫画である。少年画報社の『週刊少年キング』に掲載された。

## 作品解説
『週刊少年キング』において『銀河鉄道999』の連載を終えた松本零士が、次作として同誌に発表したのが本作である。
松本は1980年1月末より『999』と並行して『新竹取物語 1000年女王』をサンケイ新聞紙上で連載しており、1981年10月に『999』の連載を終えた際には、「これからは1000年女王に専念し、いい作品にしたい」との意向を示していた。だが当時『少年キング』の発行状況は危機的状況に陥っており、『999』終了後の同誌をリードする作品が『超人ロック』だけになってしまうという事態を避けるため、松本は早々に『999』に続く作品の連載を迫られた。こうして本作の連載が始まったものの『少年キング』の再起はならず、『999』の連載終了以降は急速に発行部数を落とし休刊となった。
コミックスは少年画報社「ヒットコミックス」から新書版サイズで刊行。全4巻。後にコミック復刻ブームにのって大都社、扶桑社からそれぞれワイドサイズ版全2巻で刊行されたが、いずれも絶版となっている。
アニメを含めたメディアミックス展開はされなかったが、主人公の平田静子はプレイステーション用ゲーム『松本零士999 〜Story of Galaxy Express 999〜』やWEBドラマ『ユマの物語』などにゲスト出演している。

## あらすじ
東京都郊外に住む中学生、大山大。彼は病弱な両親とその教育方針から、実家を出て叔父夫婦の家で生活しつつ、中学生の身で数々のアルバイトをしながら学費と生活費を得るという苛酷な生活をしていた。そんなある日、大は空中を走る列車から投げ出され、落ちる夢を見た。その車窓から大の名前を繰り返し呼ぶ声の主は、自分の担任教師そっくりだった。
その翌日の土曜日、普通に隣駅まで電車に乗り登校した大だったが、その帰路、帰りの電車に乗ろうとすると、なぜか見たこともないような超近代的なホームへと降りてしまう。そこにやってきた13時13分発特急「000」。大は単に「空いている電車」と勘違いし、軽い気持ちで乗り込んでしまう。
だがそれは、大を不思議な世界へと導くミステリー列車だった。

## 登場人物
大山大（おおやま だい）
突然、漂流幹線のホームへと迷い込んでしまい、以来、毎週土曜日になると000に乗ることになる少年。両親のスパルタンな教育方針に従い、叔父である前野後（まえのうしろ）教授夫婦の家で生活しながら、中学生の身で1日に数件以上のアルバイトをこなし、自らの学費と生活費を稼いでいる。そのハードスケジュールのため、学校では寝てばかりだが、担任の平田静子からはお目こぼしを受けている。不思議な現象に最初は戸惑っていたが、後に気を抜いて楽しむようになったが、彼の身に陰謀の影が迫ることに。
小柄な中学生で、外観は『999』の星野鉄郎に似ている。生活状況の割には気が小さかったりする。ただ正義感は強く、時間停止都市でベランダから落下しかけた赤ん坊を見殺しにできずに自分の衣服をクッション代わりにするため置いてきてしまったり、怪鳥と素手でやりあったこともあった。物語終盤には、ある最も重要な役割を担う。姓の「大山」は、コスモドラグーンの開発者である大山トチローや男おいどんの大山昇太など、作者の他作品にも頻繁に登場する。
平田静子（ひらた しずこ）
もう一人の主人公で、大のクラスの担任。一見普通の美女なのだが、怒らせるととても怖い。始業時刻を過ぎても着席せず騒いでいる生徒達に対し大声で一喝、黙らせるという豪胆な性格の持ち主。ただしその際、片足で教卓を踏みつけガーターベルト装着のスカートの中身を見せてしまったり、場合によっては半裸姿まで生徒達に見せてしまう上、そこに通りかかった校長先生を卒倒させ2度も病院送りにし、問題教師とされている。一方でその脱ぎっぷりと容姿のよさから男子生徒及び父兄にまで絶大な支持を受けており、彼らは職員会議で彼女の問題を取り上げようとすると、「平田先生クビ即刻全校非行化」などとプラカードを掲げた団体抗議行動に持ち込んで封殺してしまう。また酒が大好きで、作中では缶ビールを紐で数珠繋ぎにして持ち歩いているシーンがよく描かれた。多少飲酒するとかえって思考が冴える場合もある。
大の困惑を解消するために当初は確信犯の不正乗車で正体不明の000に乗り込んだ。後に有資格者となり、同行する。
問題行動は多いものの、教育熱心である。若干無鉄砲なことも起こすが本来正義感は強い。ただし、泥酔した場合はこの限りではなく、オヤジギャグを飛ばした挙句に他人に絡む。
実は大の親戚に当たる事が大の家族の墓参りの場面で明かされる（父の平田大作の旧姓が「大山」であり、結婚後は静子の母方の実家の「平田」姓を名乗っている）。大には「甘えるといけないから」という理由で内緒にしていたが、実際は他の生徒に「先生の恋人」と冷やかされるくらい大を特別扱いしていた。
メーテルの正反対を行く、松本零士の美女キャラクターのもう1つの代表格。
モデルはフジテレビの元社員で現在はヒラタワークス株式会社・株式会社サニーサイドアップキャリアでそれぞれ代表取締役を務めている平田静子。
メイビス
000に乗った大の前に、「大専門のガイド」を名乗って現れた美女。容姿は平田静子そっくりで、本人は彼女の姉妹だと言うが静子はそんな姉妹はいないと言い、本作最初の大きな謎となった。
連載第1回では大に「私は影のようなものだから、あなたの身は守れない。自分の身は自分で守ってもらうしかない」と言っておきながら、実際には大や静子が窮地に陥るたびにかなり過激な行動まで平然とやってのけた。これは漂流幹線に関係する者にとっては問題のある行動らしい。通常は漂流幹線でしか出会うことはないが、000の乗車に疑問を感じて拒んでいる大の部屋に押しかけることもあった。
実は生まれることができなかった大の姉（無事に生まれていれば静子と同年代のはずだった）。生まれていたら大山真理子になっていた。最終話で大に「姉さん」と呼ばれて涙をこぼした。
容姿は黒のロングドレスにコート、ロングブーツが基本だが寒冷地用の服や戦闘服を着用することもある。普段は理知的で物静かだが大を守るためなら「悪魔よりも恐ろしい鬼」と化すのはメーテルに通じる部分がある。
メイヒス
メイビスの妹。メイビス以下三姉妹中一番元気があり、大とは気が合う。連載第6回で000の車掌として登場し大との対面を果たすが、二人が乗車していたのは000に扮した復讐線デッドコピー型6号で、メイヒスが本来の復讐線の車掌によって車外へ放り出されそうになるのを大が助けようとし、二人とも車外に放り出されてしまうのを追尾していた000により救助される。以降、000の車掌として登場するようになる。
実は生まれることができなかった大のすぐ下の妹。生まれていたら大山亜紀子になっていた。
メイビク
メイビス、メイヒスの妹。大が2回目に000に乗った際に車販要員として乗り込んでいたが、大の顔を見て突然取り乱してしまった。まだ不慣れで自分の感情を押さえ込むことができないでいる。ただし性格そのものはおとなしく、年相応の少女といった雰囲気を身にまとっている。以降、大の乗る予定の列車には必ず乗務している。
大と一緒に乗っていた000が復讐線フィナーレ13号に攻撃されて車外に放り出されそうになったところを大に救出される。　
メイビクは担当する列車の車販に「清酒 悪酔」（せいしゅわるよい）というワンカップ日本酒をリストに加えている。これが平田先生のお気に入りになるが、本来酒に強い静子がこれを飲むと2杯ぐらいで泥酔状態に陥る。仕事の都合で000に乗り込めないときは大に代理購入させている。なお一般人がこの酒を見ても、酒と判断できなくなってしまう。なお、北枕がこのサンプルを入手したため、以降、漂流幹線の車両・施設外に持ち出すとただの水となり、北枕の関係者が開封しようとするとニトログリセリンのような液体爆薬に変化するようになった。それを残念がっていた平田先生のために、メイビクはそれまでどおりの「悪酔」を車内販売に持ち込むようになった。
実は生まれることができなかった大の末の妹。生まれていたら大山美奈子になっていた。
車掌
『999』の車掌をスマートにしたような透明体の車掌。当時の国鉄新幹線風の白い制服を着込み、淡々と職務をこなす、スマートなキャラクターだったはずが、酔った静子の不正乗車を咎めたのが運のつき、ズタボロにされた。彼女を「怪人」と呼び恐れ、以降急速にギャグキャラクター化していった。
物語途中でメイヒスが車掌になったことで出番がなくなった。
腰山すみれ
静子の同僚の生活指導担当の中学教師。眼鏡で肥満体型をした中年女性。破天荒な静子とそれに近い関係の大にとっては天敵である。
サメのような歯を持ち、生徒達からは恐れられており、見た目通りの容貌と性格ゆえに不人気。
後に000の存在に気づいて何度か不正乗車するようになるが、平田先生同様、有資格者の1人として同乗を見逃されるようになる。この間、2度にわたって車掌さんや運転助手をやはり酔ってズタボロにしており、「あの駅(学園駅)から乗り込む客はガラが悪すぎます」とまで言われることになる。
なお、北枕の部下が腰山に化けて不正乗車を試みたが、歯の形が違っていたことから大に見抜かれ、乗っていた車両ごと切り離されて支線に引き込まれた。
母胎宮の母
メイビス達が「お母さん」と呼ぶ謎の女性。母胎宮と呼ばれる場所に住んでいる。名前はなく周囲から母と呼ばれるだけだが、本人もそれを自覚している。メイビスに大を守るように指示して、秘かに見守る。
北枕教授
大達の前に現れた謎の男で、本名は北枕眠（きたまくらねむる）。助手には霊野という女性がいる。北枕は彼女とともにメイビスをつけ狙い、やがてそれに関わる大や静子をも狙っていくようになる。

## 登場メカ
000
漂流幹線と呼ばれる、謎の路線を走る謎の列車。行き先がその時によって違うことからこのように呼ばれる。漂流幹線は「漂流幹線鉄道高速度交通営団」という団体によって管理・運営されており、車両の製造は「漂流幹線車両製造局」によって行われている。乗車するには資格が必要であり、資格を持たない者が乗り込んだ場合は生きて元の場所には帰れないという。メイビス曰く「優しい心を持った人に報いる列車」。
200系新幹線をモデルにした形状。複数の同形車両が存在するが、大たちが乗車する編成のみに「000」のナンバーが描かれている。
レトロなデザインの999号とは対照的に近代的デザインで、車内も食堂車や一般車両など、999号よりもはるかに現代的になっている。危険区間を走行する際には先頭車両から重力シールドを放出し、障害物除去用の衝角も備える。
物語終盤には999号のように宇宙にまで飛び出していく。
また、漂流線には漂流幹線以外の支線も存在し、古典的なアメリカ形の蒸気機関車に牽引された列車や、485系をモデルとした形状の列車が運行されている。
フィナーレ13号
復讐線と呼ばれる謎の超特急路線を走る武装列車。000と同じ新幹線モチーフのデザインだが漆黒で不気味な外観を持ち、屋根にある三連砲塔で000を攻撃する悪魔的な存在。終盤には同形車両も多数登場し、000と同じく宇宙へと飛び出した。
デッドコピー型6号
000の形状を模した復讐線の列車。000と外見上の差異はなく、漂流幹線の操車場に紛れ込めるほど。
時間エレベーター
練馬帝国大学時航学研究所長の植下昇（うえしたのぼる）博士によって、1938年（昭和13年）に作られたタイムマシン。分解してトランクの中に収納することが可能。植下博士は000に乗り込むのにこの時間エレベーターを使用した。
1992年式次元重機関銃
前野後教授に似た責任者が指揮する精密金属鉄工所で製造されていた重機関銃。「特殊な相手」に対抗する手段として開発が進められているもので、火薬は用いられていない。終盤では「影のバレリーナ」という000に味方する部隊によって使用されている。
ゲティスバーグ
アメリカ海軍の最新型ミサイル戦艦。バーミューダ沖海域で極秘作戦行動中に地球上の空間に出現するフィナーレ13号の大群と接触し、巻き添えを食う形で撃沈される。

## 他作品での登場
『漂流幹線000』そのものは前述の通り、アニメ・CDドラマ等のメディア展開はなされていないが、2001年にバンプレストから発売されたプレイステーション用ゲームソフト『松本零士999』に、平田静子（声：冬馬由美）がゲスト出演している。このゲームでは000と999が並ぶシーンも実現し、000号も銀河鉄道株式会社の管理する車両の1つとされている。
また、『松本零士 ステーション零』で配信されているWEBドラマ『ユマの物語 ～シンフォニーNo.V～』でも平田静子（声：那須めぐみ）がゲスト出演している。同作品では、機械帝国崩壊後の地球を再生すべく活動しているレジスタンスを支援する女性医師という設定である｡